# Крокет (Калифорнија)
Крокет (енгл. Crockett) насељено је место без административног статуса у америчкој савезној држави Калифорнија.

## Демографија
По попису из 2010. године број становника је 3.094, што је 100 (-3,1%) становника мање него 2000. године.
| Група             | 2000.         | 2010.         |
| Белци             | 2.529 (79,2%) | 2.203 (71,2%) |
| Афроамериканци    | 100 (3,1%)    | 146 (4,7%)    |
| Азијати           | 83 (2,6%)     | 108 (3,5%)    |
| Хиспаноамериканци | 371 (11,6%)   | 490 (15,8%)   |
| Укупно            | 3.194         | 3.094         |